# Héros d'apocalypse
Pour plus de détails, voir Fiche technique et Distribution.
Héros d'apocalypse (L'ultimo cacciatore) est un film italien d'Antonio Margheriti sorti en 1980.

## Synopsis
Alors que la guerre fait rage au Viêt Nam, le capitaine Morris est envoyé en mission héliportée au-dessus de la jungle. Son objectif : détruire un poste stratégique situé en plein territoire ennemi. En chemin, Morris se joint à un groupe de rangers lui servant de guide. Il découvre, parmi le groupe, la présence d'une femme correspondante de guerre...

## Fiche technique
- Titre original : L'ultimo cacciatore
- Titre anglophone : The Last Hunter
- Titre français : Héros d'apocalypse
- Réalisation : Antonio Margheriti (sous le nom d'« Anthony M. Dawson »)
- Scénario : Dardano Sacchetti d'après une histoire de Gianfranco Couyoumdjian
- Directeur de la photographie : Riccardo Pallottini
- Montage : Alberto Moriani
- Musique : Franco Micalizzi
- Costumes et Décors : Mimmo Scavia
- Production : Gianfranco Couyoumdjian
- Genre : Film de guerre
- Pays de production :  Italie
- Durée : 95 minutes
- Interdit aux moins de 16 ans CNC Visa 52886
- Dates de sortie :
  - Italie : 9 août 1980
  - Allemagne de l'Ouest : 23 octobre 1980
  - États-Unis : Février 1984

## Distribution
- David Warbeck (VF : Roland Ménard) : Capt. Henry Morris
- Tisa Farrow (VO : Pat Starke ; VF : Évelyn Séléna) : Jane Foster
- Tony King (VF : Med Hondo) : Sgt. George Washington
- Bobby Rhodes (VF : Robert Liensol) : Carlos
- Margit Evelyn Newton (VO : Susan Spafford ; VF : Liliane Patrick) : Carol
- John Steiner (VO : Frank von Kuegelgen ; VF : René Bériard) : Maj. Cash
- Massimo Vanni : Phillips
- Alan Collins : le barman
- Gregory Snegoff (en) (VF : Alain Dorval) : le G.I. ivre
- Dino Conti (VF : Roger Crouzet) : Weed
- Gianfranco Moroni (VF : José Luccioni) : Steve
- Richard McNamara (VF : Raymond Loyer) : voix du général (non crédité)